# رباطية غارية
أفلوس غاري أو رباطية غارية أو افلوس كين (الاسم العلمي Viburnum tinus)، نبات ليفي معمر من فصيلة المسكية يعلو 5 أمتار. أوراقه، دائمة الخضرة، كاملة، مُوبِرة الصفحة السُّفلى. التَّجميع، قُطر الزهرة 5 سم، تاجها خماسي الفصوص، الثمرة عُنَيبَة مُزرقة اللون الأسود عند نضجها.
يُزهر في آذار ونيسان في الأحراج والأدغال في مناطق البحر المتوسط.

## المركبات
جوهر مُتبلَّر تركيبه الكيميائي C6H13O5. غير مُحلل كيماوي، مُتَجازِئ الكولسترول عُزل عام 1936
وأطلق عليه اسم (Viburnitol). الثمرة مُسهلة عنيفة. نقيع الأوراق مُسهل.